# L'uomo dall'impermeabile
L'uomo dall'impermeabile (L'homme à l'imperméable) è un film del 1957 diretto da Julien Duvivier, tratto dal romanzo Tiger by the Tail di James Hadley Chase, pubblicato in Italia nella collana I Classici del Giallo Mondadori col titolo La tigre per la coda.
È stato presentato in concorso alla 7ª edizione del Festival di Berlino.

## Trama
Albert è un timido clarinettista che si ritrova da solo per una settimana dopo che la moglie è partita per visitare un parente ammalato. Su suggerimento del collega Émile si convince ad incontrare Éva, una ragazza squillo che viene però assassinata nel suo appartamento la sera del primo incontro. Il giorno dopo i giornali riportano di un uomo con un impermeabile visto fuggire dalla scena del crimine e Albert diventa l'unico sospettato dalla polizia. Riuscirà a scoprire l'assassino e a provare la sua innocenza, senza che la moglie abbia sospettato di nulla.

## Produzione
Le riprese del film iniziarono nell'ottobre 1956. Le sequenze in esterna vennero girate a Le Vésinet, nella regione dell'Île-de-France, e soprattutto a Parigi nei quartieri di Montmartre (Rue Saint-Vincent), Notre-Dame (Quai de Bourbon) e Saint-Germain-l'Auxerrois (Rue Édouard-Colonne).
L'attore americano John McGiver venne reclutato per il ruolo del mercante d'arte O'Brien mentre si trovava a Parigi per girare Arianna di Billy Wilder.

## Distribuzione
Il film uscì in Francia il 22 febbraio 1957 e in Italia il 26 luglio dello stesso anno.

### Date di uscita
- Francia (L'homme à l'imperméable) - 22 febbraio 1957
- Svezia (Mannen i regnrocken) - 11 maggio 1957
- Italia (L'uomo dall'impermeabile) - 26 luglio 1957
- Germania Ovest (Der Mann im Regenmantel) - 27 settembre 1957
- Portogallo (O Homem Impermeável) - 21 maggio 1958
- USA (The Man in the Raincoat) - 14 luglio 1958
- Finlandia (Mies sadetakissa) - 8 agosto 1958
- Danimarca (Manden i regnfrakken) - 1 marzo 1960